# AICS
AICS（アミノインデックス®がんリスクスクリーニング：AminoIndex® Cancer Screening）とは、世界初となる血液中の各種アミノ酸濃度約20種類から健康状態や疾病の可能性を明らかにする技術アミノインデックス®を活用し、健康な人とがんである人のアミノ酸濃度のバランスの違いを統計的に解析することで、がんに罹患しているリスク（可能性）を評価する解析サービスである。 
がんに罹患している確率を、AICS値（0.0～10.0）をA（0から5.0未満）、B（5.0以上8.0未満）、C（8.0以上）の3段階で示され、A→B→Cの順でがんのリスクが高くなる。
- わずか５mlの採血のみで癌のリスクを測定する事が出来る。
- ある程度進行しないと変化が見られない腫瘍マーカーと違い早期がんに対する感度が高く、がんの組織型にも左右されない。
- アミノインデックス®は少量の血液サンプルで短時間に健康状態を調べられるというメリットがあり、がん以外の疾患についても研究が進んでおりこれからの発展が期待されている。
- 評価対象となるがん種は男性では胃がん、肺がん、大腸がん、前立腺がん。女性では胃がん、肺がん、大腸がん、乳がん、子宮がん・卵巣がん。
- 2015年8月　新たに膵臓がんが評価対象として追加された。

## 受診可能な医療機関
全国で受診可能な医療機関は臨床アミノ酸研究会HP内AICSを導入している医療機関一覧参照